# Cristina Moreno Fernández
Cristina Moreno Fernández (València, 10 de juny de 1963) és una economista i política valenciana, diputada de la V a la VIII legislatures.
Es llicencià en Econòmiques i Empresarials a la Universitat de València i treballa com a funcionària a la Conselleria de Treball, Indústria i Comerç de la Generalitat Valenciana. El 1985 es va afiliar a la UGT, de la qual entre 1990 i 1999 fou membre de la comissió executiva al País Valencià, i el 1987 al PSPV-PSOE, i en el seu nom fou membre de l'executiva comarcal de València el 2000-2004. Fou escollida diputada per la província de València a les eleccions a les Corts Valencianes de 1999, 2003, 2007 i 2011, on ha estat portaveu d'economia del grup socialista.
Amb l'arribada del govern del Botànic de Ximo Puig el 2015 Cristina Moreno fou nomenada directora general de Treball i de l'Institut Valencià de Seguritat i Salut en el Treball dins la Conselleria d'Economia Sostenible dirigida per Rafael Climent (Compromís). En la segona legislatura del Botànic (2019) passà a ser sots-secretària de la Conselleria d'Hisenda del socialista Vicent Soler per a fer el salt, el maig de 2021, a la presidència de la Societat Estatal d'Infraestructures del Transport Terrestre (Seittsa), empresa pública inclosa en l'organigrama del Ministeri de Transports, Mobilitat i Agenda Urbana del valencià José Luis Ábalos.
A les eleccions generals espanyoles de 2023 va obtindre l'acta de senadora al Senat espanyol per la circumscripció de València.